# Jana (obwód miejski Sofii)
Jana (bułg. Яна) – wieś w Bułgarii; 1150 mieszkańców (2010).